# Ptiliogonys
Ptiliogonys – rodzaj ptaków z rodziny jedwabniczek (Ptiliogonatidae).

## Występowanie
Rodzaj obejmuje gatunki występujące w Meksyku i Ameryce Centralnej.

## Morfologia
Długość ciała 18,5–24,4 cm, masa ciała 37 g.

## Systematyka

### Etymologia
Greckie πτιλον ptilon – pióro; γονυ gonu, γονατος gonatos – kolano.

### Podział systematyczny
Do rodzaju należą następujące gatunki:
- Ptiliogonys cinereus Swainson, 1827 – jedwabniczka szara
- Ptiliogonys caudatus Cabanis, 1861 – jedwabniczka długosterna